# 周防国分寺
周防国分寺（すおうこくぶんじ）は、山口県防府市国分寺町にある寺院。高野山真言宗の別格本山。山号は浄瑠璃山。本尊は薬師如来。
奈良時代に聖武天皇の詔により日本各地に建立された国分寺のうち周防国国分僧寺であり、旧境内は国の史跡に指定されている。本項では周防国分尼寺跡の推定地についても解説する。

## 概要
山口県南部、防府平野東部の多々良山南麓に位置する。聖武天皇の詔で創建された国分寺（金光明四天王護国之寺）で、現在の寺域は古代の旧寺域をほぼ残す。西大寺との本寺・末寺関係や大内氏・毛利氏からの手厚い保護を受けて法灯が維持されており、古代の創建期から現在まで寺域が同じ規模で残る点、また創建期の金堂を踏襲して大規模な金堂（国の重要文化財）が残る点で全国の国分寺の中でも珍しい例として注目される。また門前を東西に近世山陽道が通るほか、付近では南西に周防国衙跡が立地し、古くから政治的・文化的中心地であったことが知られる。
旧境内については、1953-1955年（昭和28-30年）に発掘調査が実施されたのち、1957年（昭和32年）に国の史跡に指定された。これまでの発掘調査では、寺域に関しては大枠が明らかとなっているが、主要伽藍に関しては多くが未解明の状態である。また、阿弥陀如来坐像・日光月光菩薩立像・四天王立像・薬師如来坐像・紺紙金泥般若心経（いずれも国の重要文化財）を始めとして、多くの文化財を伝世することでも知られる。

## 歴史

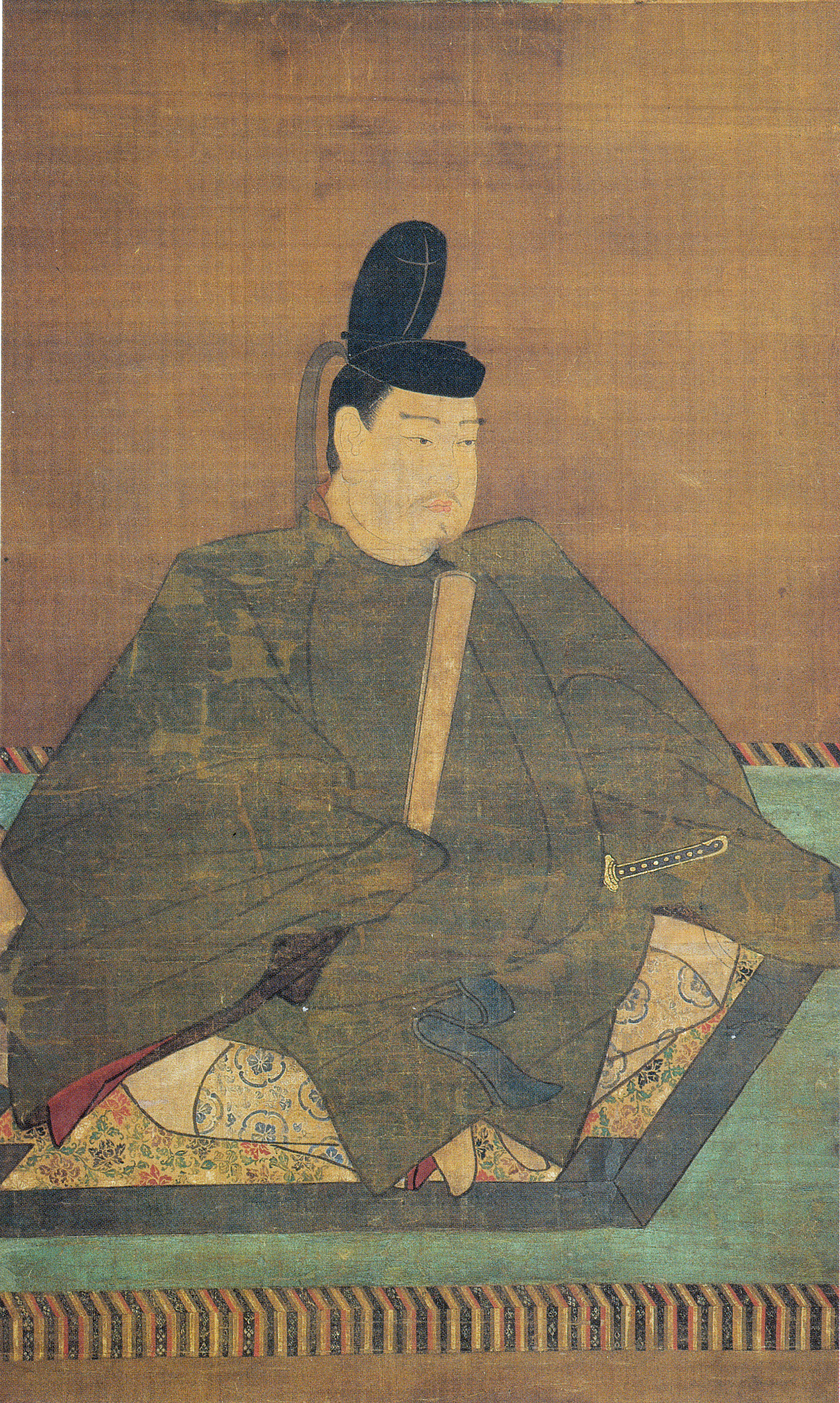
聖武天皇肖像

### 古代
創建は不詳。天平13年（741年）の国分寺建立の詔ののちの創建とされる。『防州国分寺記録』（正徳4年（1714年）成立）では、天平19年（747年）に伽藍僧房等が完成したとするが、その根拠は確かではない。
天平勝宝8歳（756年）には周防国など26ヶ国の国分寺に灌頂幡などが下賜されており、この頃までには完成していたと見られる。
延長5年（927年）成立の『延喜式』主税上では、国分寺料として稲2万束が規定されている。
その後、平安時代中期以降は朝廷の衰微に伴って周防国分寺も衰退したと推測される。

### 中世
鎌倉時代初頭には周防国は造東大寺料国となり、重源が周防国に下向して阿弥陀寺の所領確保とともに松崎天満宮（防府天満宮）・玉祖神社の造替を行っていることから、周防国分寺にも庇護が加えられたと見られる。正応4年（1291年）には、幕府は周防・長門国の守護の北条実政に、一宮・国分寺に異国降伏祈祷をさせるよう命じている。
鎌倉時代後期には、長門国分寺と同様に西大寺に寄進されて末寺となった。そして鎌倉時代末期の正中2年（1325年）には、周防国目代の覚恵により周防国分二寺が復興されている。
南北朝時代、後醍醐天皇の建武の新政では諸国一宮・二宮・国分寺の興行が企てられ、周防国分寺は後醍醐天皇第二皇子の恒良親王の立太子式の費用の一部を献上したことから諸国国分寺の首座に置かれたという。
| 大内盛見像（左）・毛利重就像（右）盛見（大内氏第11代当主）は室町時代に伽藍を再建、重就（長州藩第7代藩主）は江戸時代後期に現在の金堂・仁王門を再建。 |  | 大内盛見像（左）・毛利重就像（右）盛見（大内氏第11代当主）は室町時代に伽藍を再建、重就（長州藩第7代藩主）は江戸時代後期に現在の金堂・仁王門を再建。 |
| 大内盛見像（左）・毛利重就像（右）盛見（大内氏第11代当主）は室町時代に伽藍を再建、重就（長州藩第7代藩主）は江戸時代後期に現在の金堂・仁王門を再建。 |  | |

室町時代には、東大寺支配下の国衙および本寺の西大寺、また守護大内氏からの庇護を受けた。応永24年（1417年）には伽藍が全焼したが、4年後の応永28年（1421年）にはすでに大内盛見により再建されている。またこの頃に現在の本尊の薬師如来坐像も制作されたと推測される。応仁の乱後に東大寺・西大寺の影響力が低下したのちは、大内氏に庇護を求めるとともに軍陣安泰の祈祷を行い、大内義隆の時には国分寺領として周防国・長門国の756石余が与えられている。そして周防国の領主が大内氏から毛利氏に代わると、毛利氏の庇護を受けた。

### 近世
江戸時代後期、明和4年（1767年）には長州藩第7代藩主の毛利重就によって仁王門（楼門）が改修された（実際には再建か）。また安永8年（1779年）または安永9年（1780年）には毛利重就によって現在の金堂が再建されている。
近世期には塔頭として安楽寺（宝寿院）・禅光院・地蔵院・宝幢院・禅悦院・蔵之坊などがあったが、現在はすべて廃寺となっている。

### 近代以降
近代以降については次の通り。
- 1953-1955年（昭和28-30年）、発掘調査：第1次調査。古代の主要伽藍を確認（防府市教育委員会）[1][3]。
- 1957年（昭和32年）7月10日、旧境内が国の史跡に指定[5]。
- 1966年（昭和41年）、石田茂作が伽藍移動の新説を発表[1][3]。
- 1980-1990年（昭和55-平成2年）、石田説の検証等の調査：第2-7次調査（防府市教育委員会）[1][3]。
- 1997-2004年（平成9-16年）、金堂の保存修理（平成の大修理）。
- 1997-2002年（平成9-14年）、金堂の保存修理および周辺宅地開発に伴う調査：第8-12次調査（防府市教育委員会）[1][3]。

## 境内

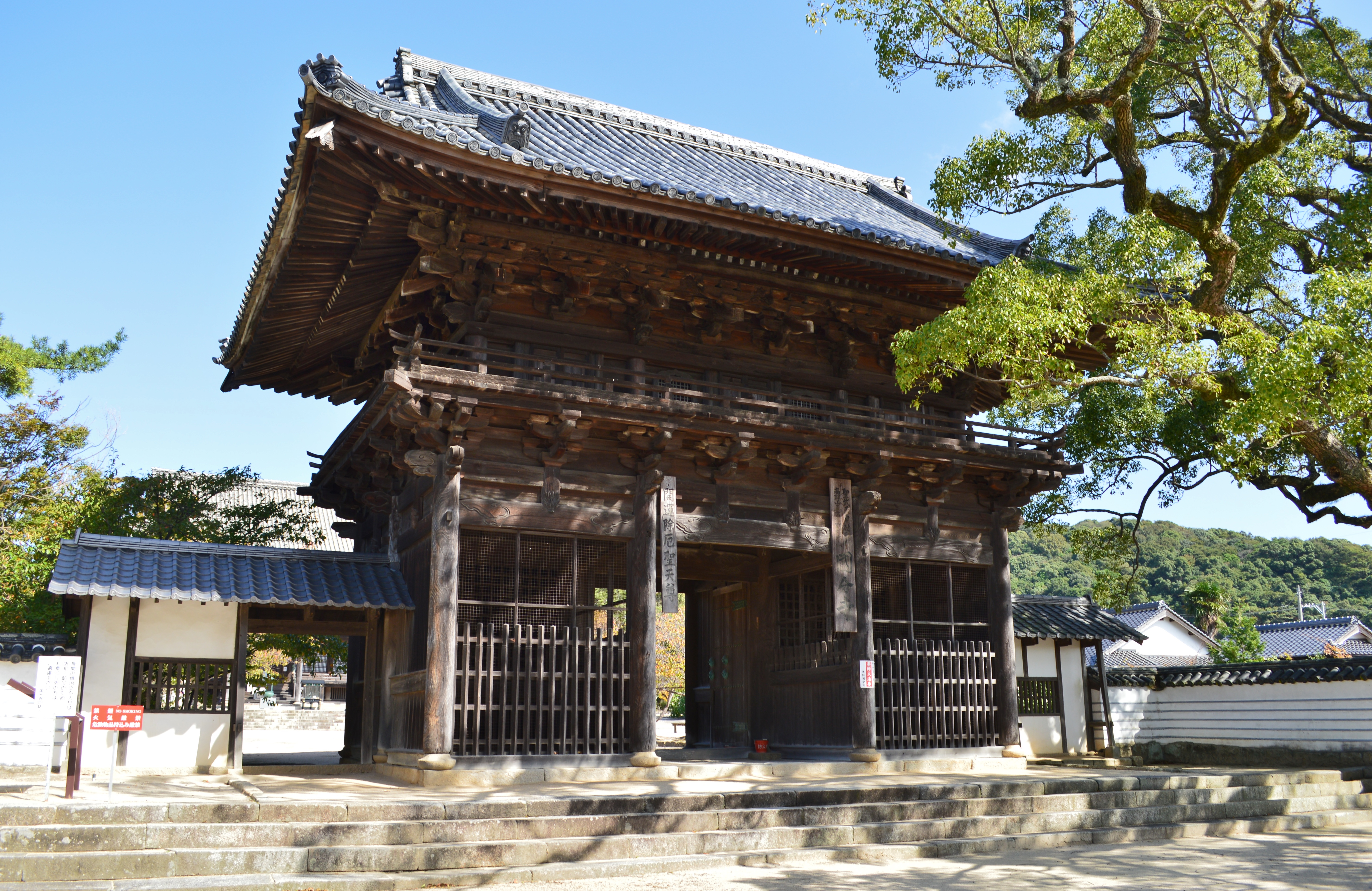
仁王門（楼門、山口県指定文化財）

現在の主要伽藍としては金堂（本堂）・持仏堂（客殿）・聖天堂・仁王門などがある。そのうち金堂は、創建当初の金堂跡に再建されたもので、寺地のほぼ中央において南面する。長州藩第7代藩主の毛利重就によって安永4年（1775年）に着工され、安永8年（1779年）または安永9年（1780年）に上棟、天明8年（1788年）頃に完成した。桁行七間、梁間四間、二重、入母屋造で、屋根は本瓦葺であり、四方には擬宝珠高欄を持つ切目縁を巡らし、正面・背面に唐破風造の向拝一間を付す。中央の桁行五間・梁間二間を内陣、正面一間通りを外陣として、脇陣・後陣を設けて、背面両隅の一間は小部屋とする。内陣の中央三間には来迎壁を設けて、その前面に和様の須弥壇を置いて本尊の薬師如来坐像（国の重要文化財）・日光月光菩薩像（国の重要文化財）・四天王立像（国の重要文化財）などを安置する。天井は格天井とする。上層は主に禅宗様で、桁行五間、梁間三間である。文政13年（1830年）に屋根・須弥壇の修理、明治年間に屋根の葺替、1926年（大正15年）に下層軒の修理、1991年（平成3年）に屋根の修理、1997-2004年（平成9-16年）に大規模な保存修理（平成の大修理）が施されている。平成の修理の際には金堂下の発掘調査が実施されており、創建期の基壇上に当時の礎石を再利用して再建されたことが確認されている。創建期の金堂を踏襲して大規模な金堂が残る点で全国の国分寺の中でも貴重な例であるとともに、外観・規模・平面形式・内部空間・須弥壇等に古式の様式を残しており、国の重要文化財に指定されている。
仁王門（楼門）は、寺地の南正面において南面する。金堂とともに伽藍南北中軸線上に位置する。応永24年（1417年）の焼失後、文禄5年（1596年）に毛利輝元が再建し、明和4年（1767年）に毛利重就が大改修したと伝える（古材が見当たらないことから明和4年は再建と推測される）。三間一戸、重層、入母屋造で、屋根は本瓦葺である。下層は桁行三間、梁間二間、上層は桁行三間、梁間二間。中央間は桟唐戸で、脇間の奥に仁王像を安置する。1911年（明治44年）に修理、1956年（昭和31年）に解体修理が施されている。大伽藍の威容を誇る楼門であり、山口県指定有形文化財に指定されている。

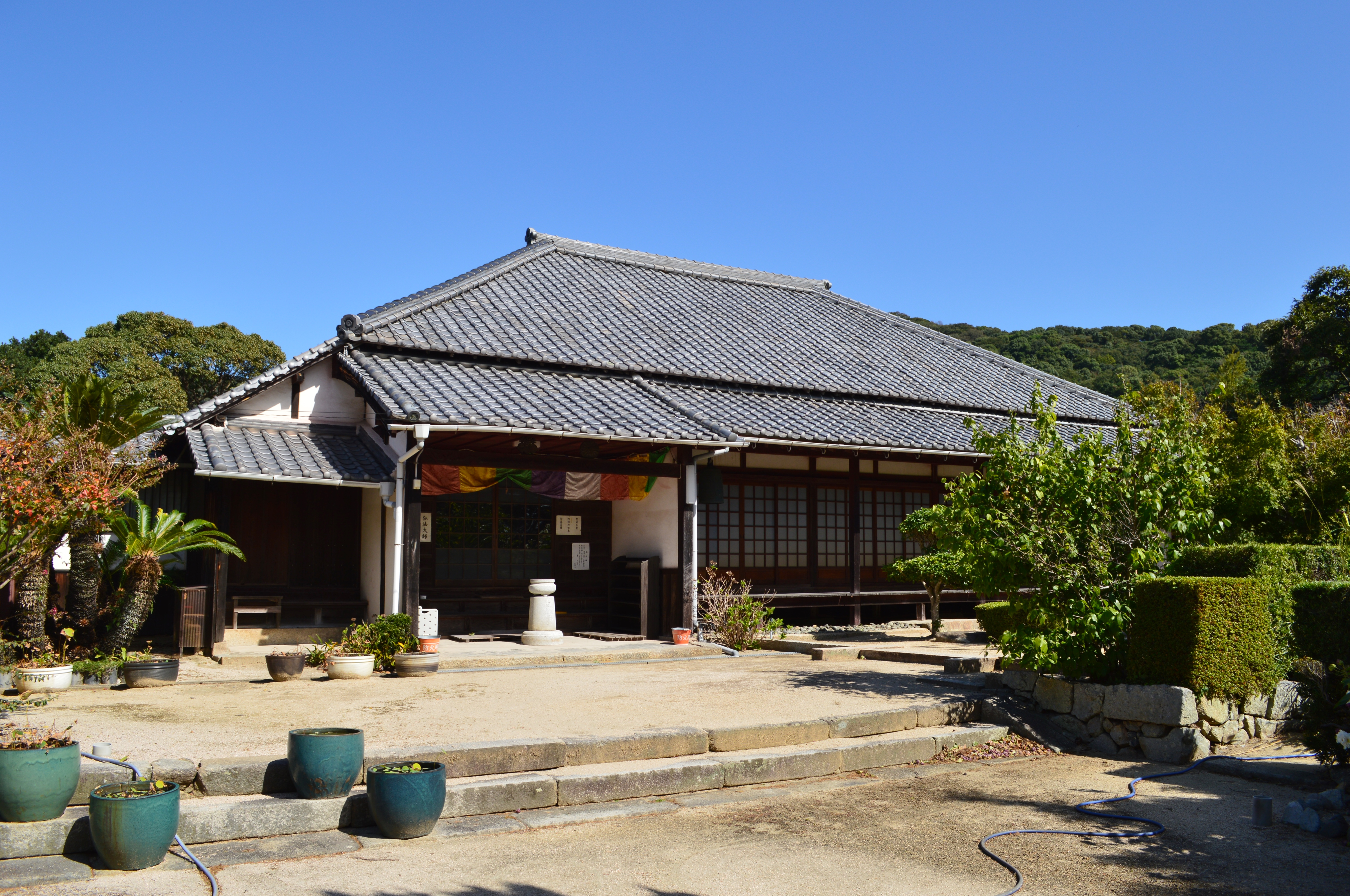
持仏堂（客殿）
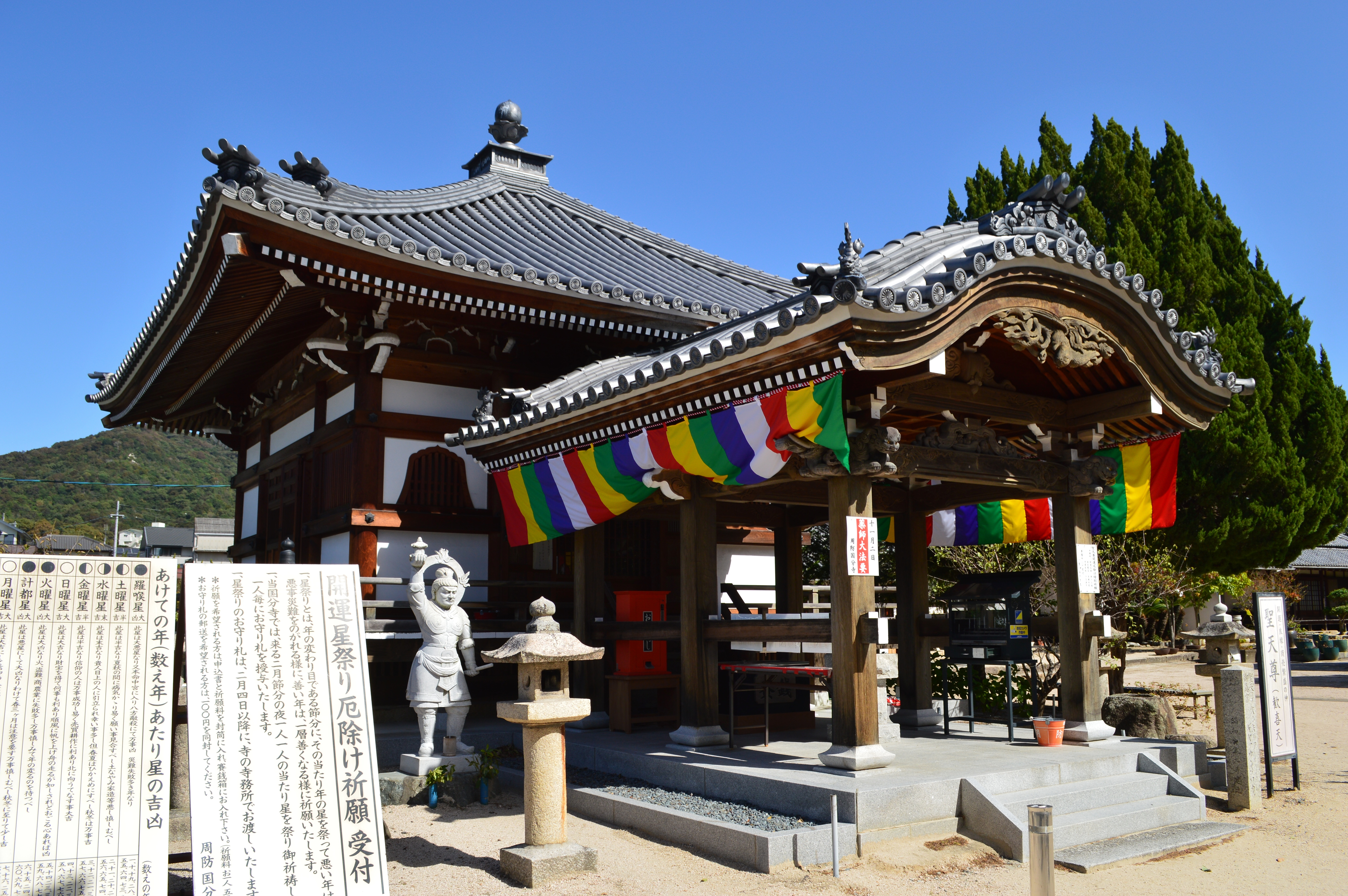
聖天堂
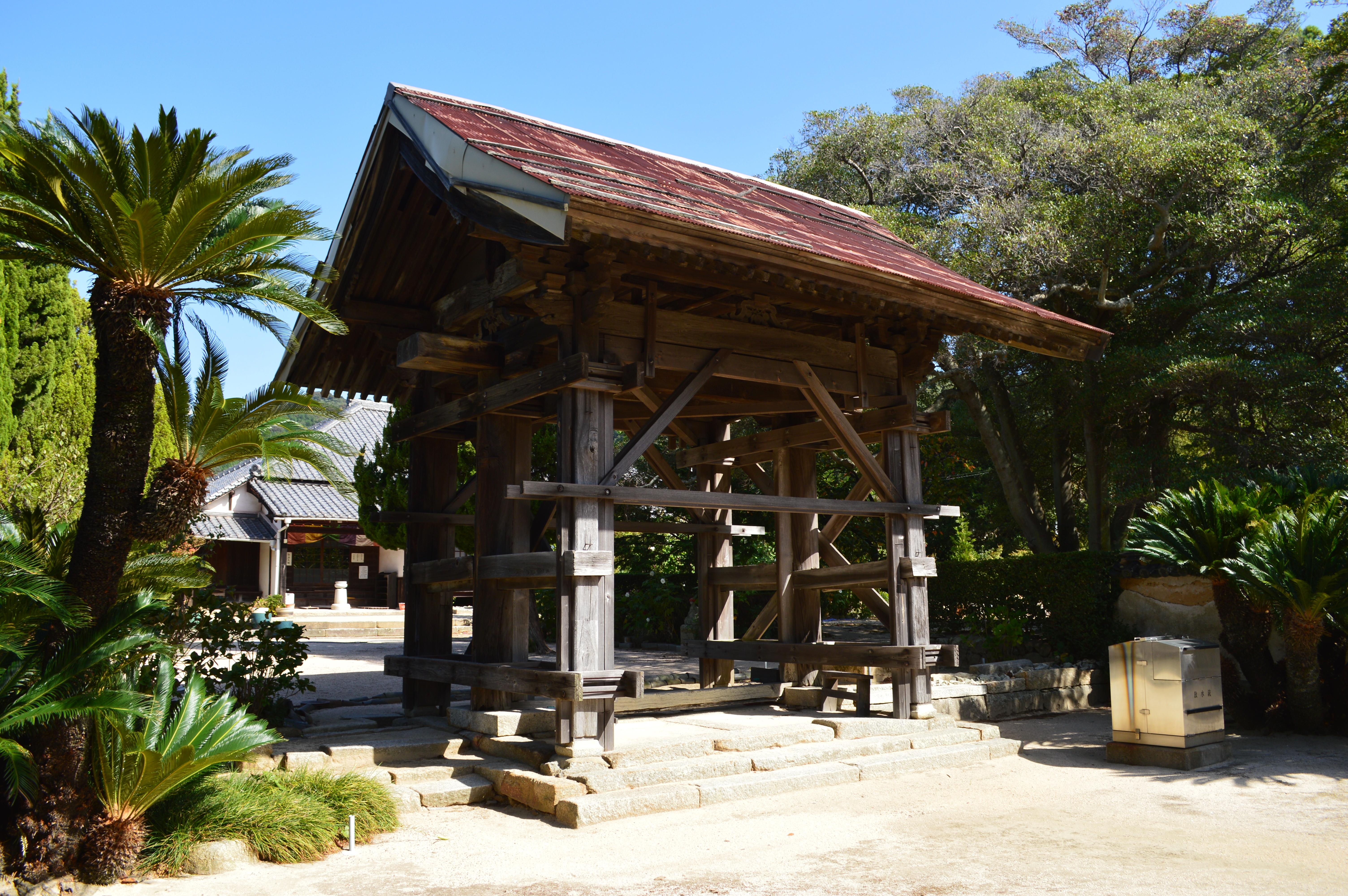
中門
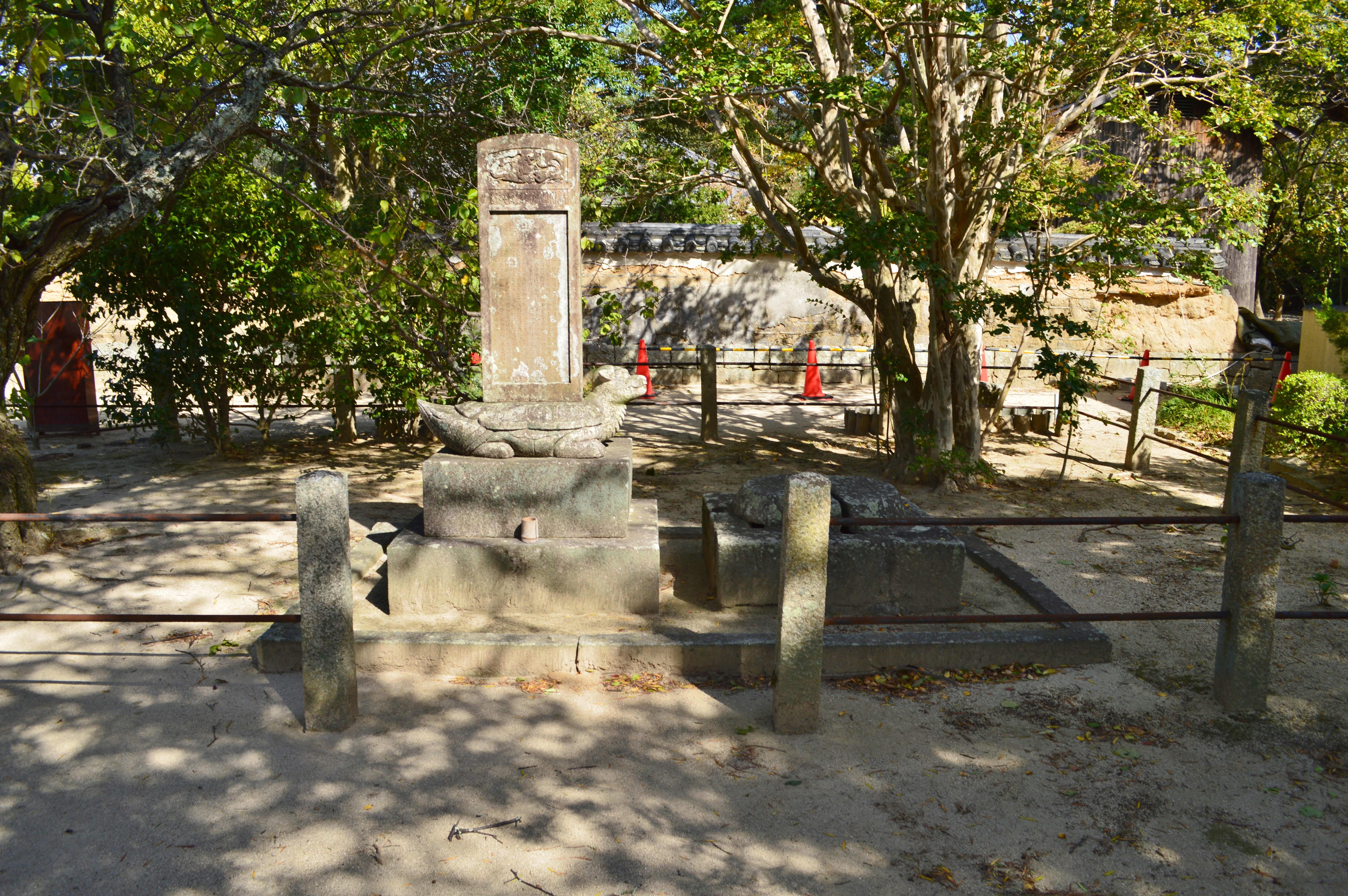
水鑑の井戸

## 旧境内

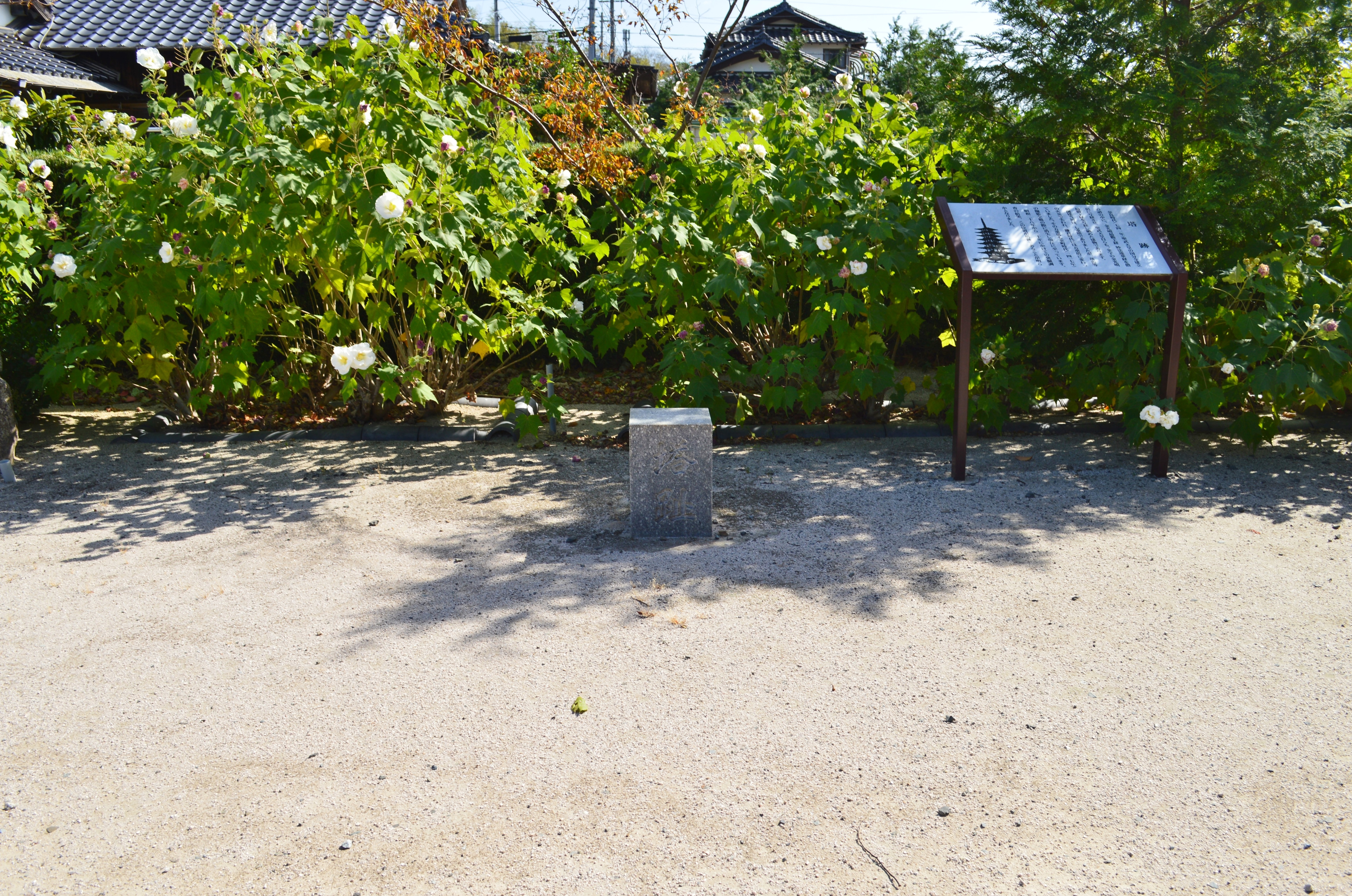
塔跡

古代の旧境内の寺域は、南北約2町・東西約1町10間。古代の創建期から現在まで同じ規模で残るとして著名で、現在までの発掘調査でもほぼ確実視されている。また伽藍については、1953-1955年（昭和28-30年）の発掘調査で金堂・塔・回廊・中門・南門・裏門の遺構が検出・推定されたが、その後の調査で中門・回廊の検出は疑問視されているなど、伽藍中枢の様相は依然明らかではない。主な遺構は次の通り。
金堂
本尊を祀る建物。現在の金堂と重複する。基壇上建物は、桁行24.9メートル・梁間13.2メートルを測る。基壇の南側で基壇とは別に塼積が認められており、金堂の整地擁壁と推測される。創建期の礎石は中世-近世期に抜き取られて再利用されている。中世期の金堂は古代より一回り小さい規模になる。なお、諸国国分寺では講堂跡上に本堂が再建される例が多いことから、当寺においても金堂跡でなく講堂跡である可能性が指摘される。
塔
経典（金光明最勝王経）を納めた塔（国分寺以外の場合は釈迦の遺骨（舎利）を納めた）。貞治2年（1363年）の仏舎利寄進状によれば当時に五重塔が存在したことが知られるほか、『防長風土注進案』では仁王門の東北20間、本堂の東南30間に所在する旨が記され、「国分寺荒図」において3間×3間の礎石計16個が描かれている。明治半ばまでは礎石は現地にあったが、その後に持ち去られたという。発掘調査では、基壇上建物は一辺7.88メートルの五重塔と推定される。
そのほか、金堂の西側の西限溝内側において南北棟の掘立柱建物が認められており、食堂・僧房・工房の可能性が指摘される。また近世期には寺域北側に花月楼があったが、明治期に三田尻御茶屋に移築されている（江戸時代に三田尻御茶屋から萩へ移築された花月楼とは別）。
寺域については、1966年（昭和41年）に石田茂作によって、元々の寺域は2町四方の正方形で主要伽藍もその中軸線上にあり、その後に寺域を長方形に狭めるとともに伽藍も東に移して建て直したとする案が発表されたが、その後の発掘調査で否定されている。
寺域からは多量の瓦が出土しており、創建期のセットも抽出されているが、未だ平安・中世・近世を通した様相解明には至っていない。

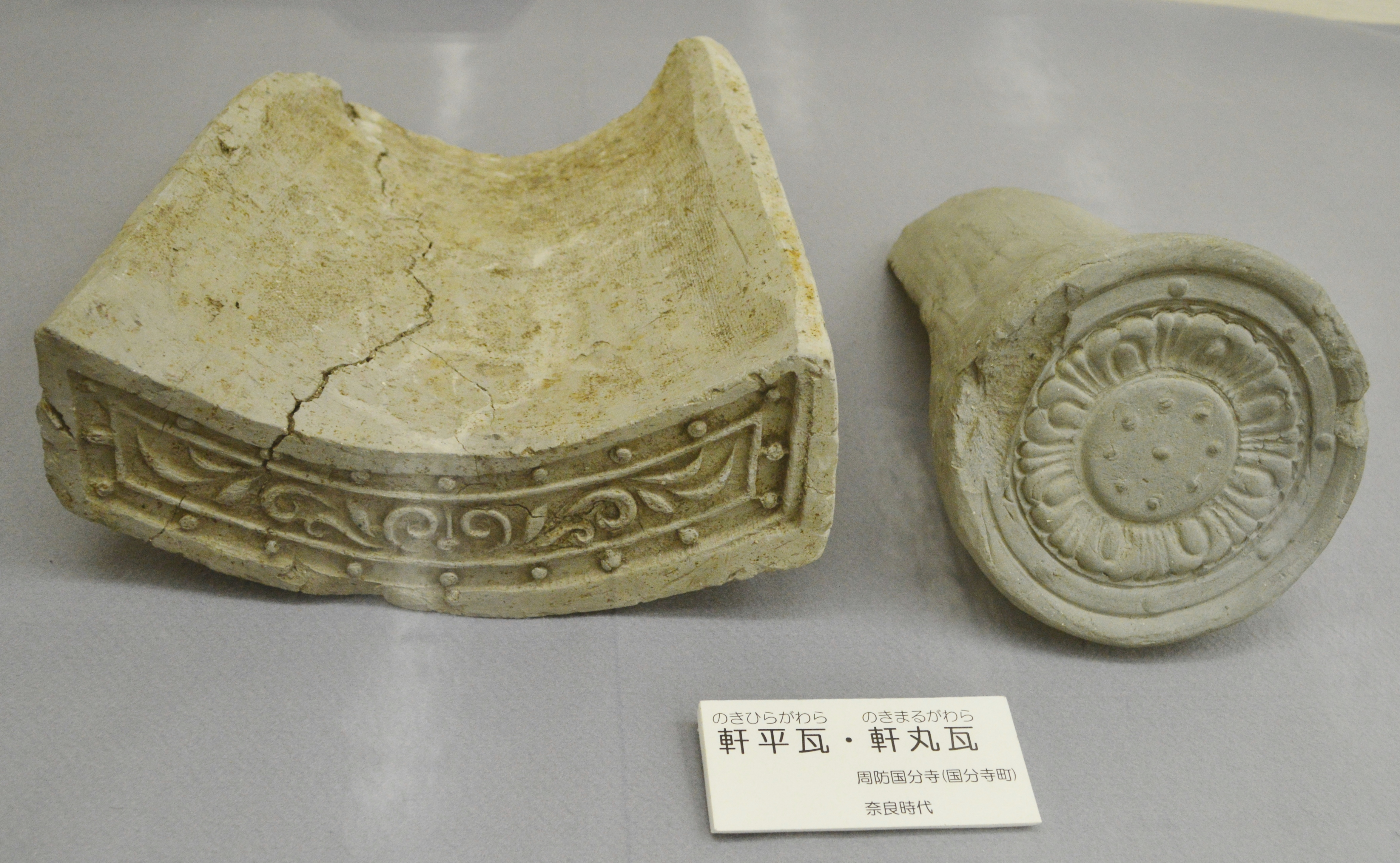
軒平瓦・軒丸瓦（奈良時代） 防府市文化財郷土資料館展示。
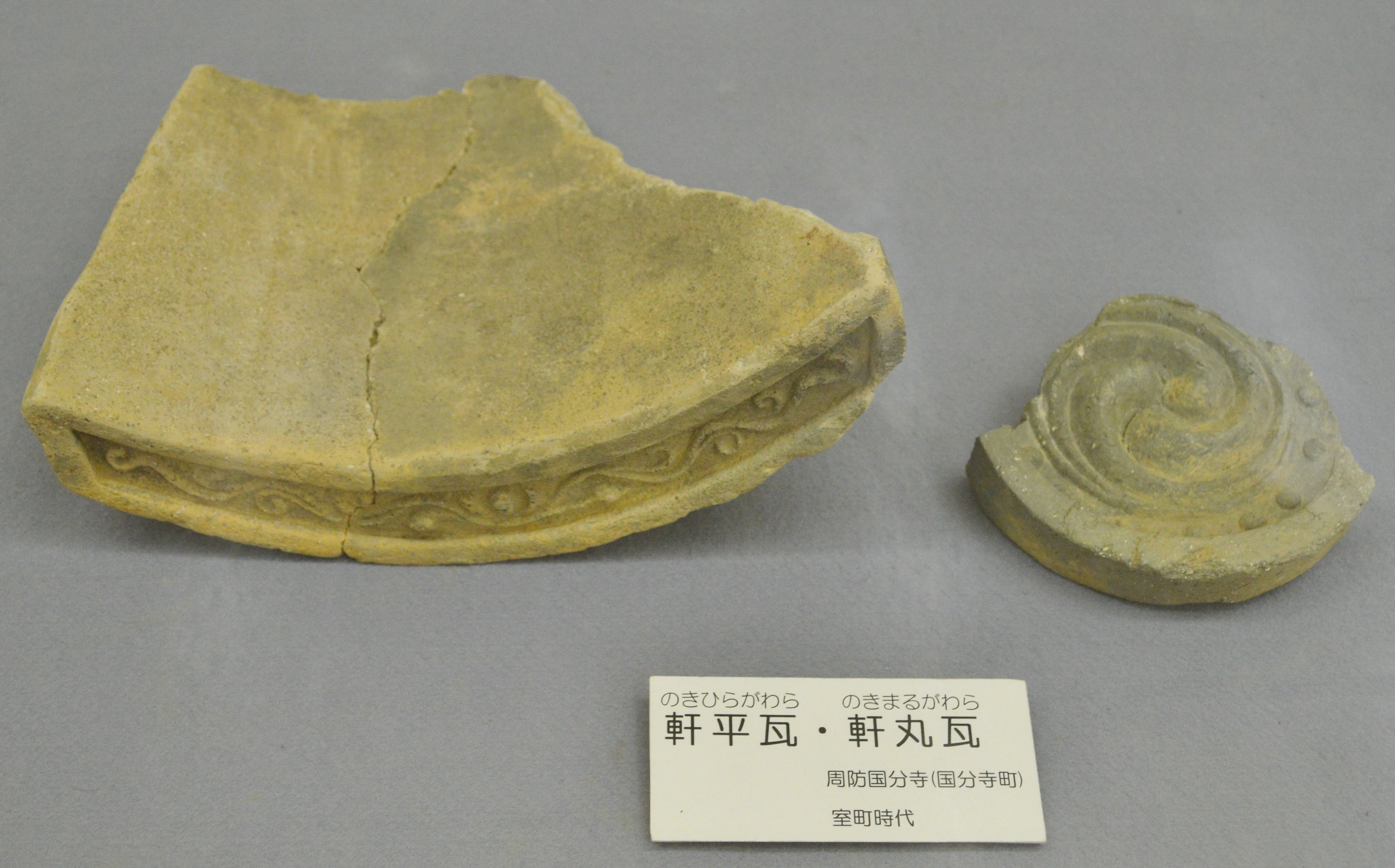
軒平瓦・軒丸瓦（室町時代） 防府市文化財郷土資料館展示。
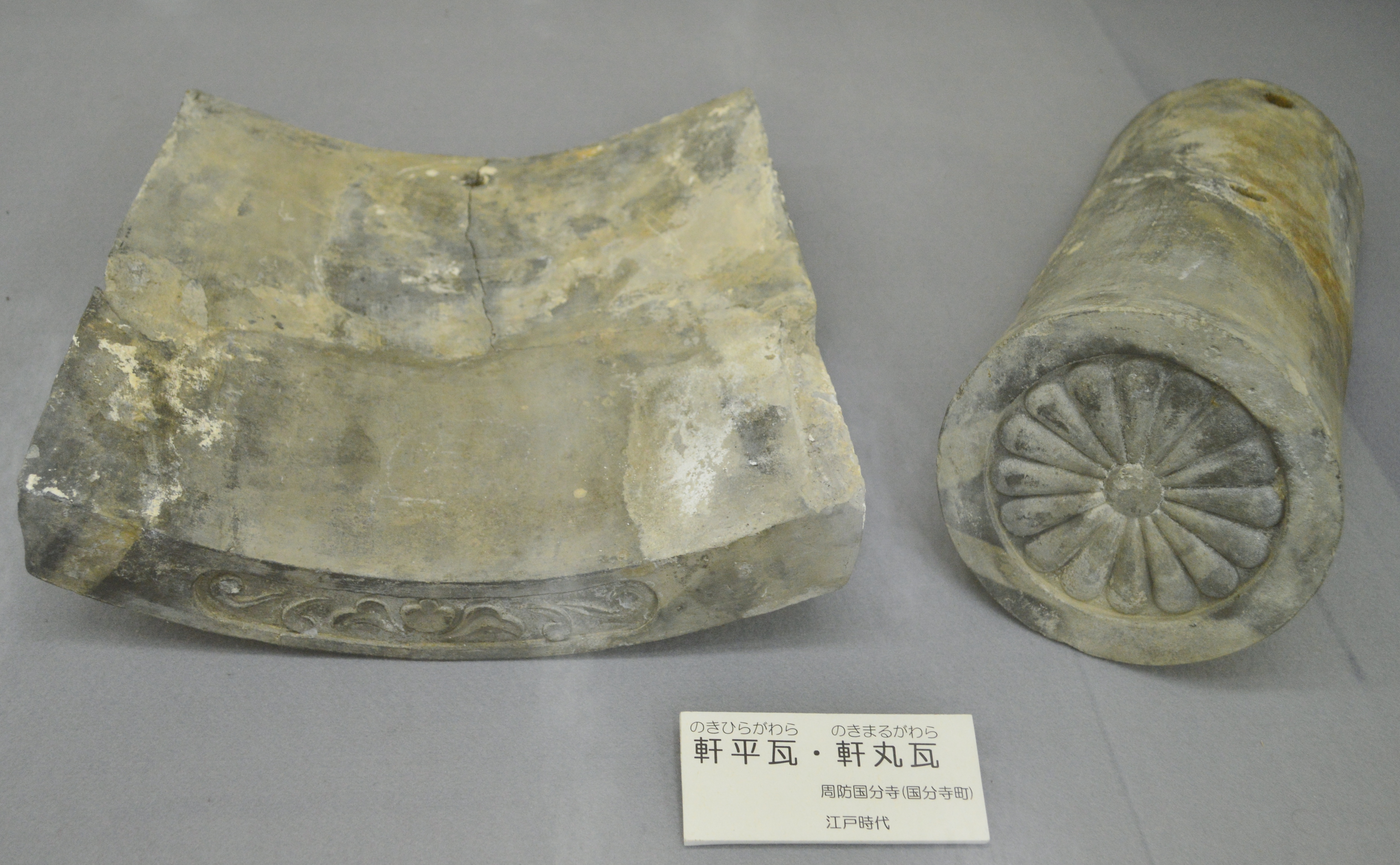
軒平瓦・軒丸瓦（江戸時代） 防府市文化財郷土資料館展示。

## 周防国分尼寺跡
尼寺跡の所在地は詳らかでない。尼寺は僧寺と同様に正中2年（1325年）に再興されたが、元禄年間（1688-1704年）以降まもなく廃絶しており、その間の場所も詳らかでない。これらについては、国分寺の西側の隣接地とする説が有力視される（国府北辺北側の廃法興寺の地とする説もある）。
その後、1883年（明治16年）に国分寺の北の塔頭の地蔵院の地に再興されている（高野山真言宗の浄戒山法花寺）。

## 文化財

### 重要文化財（国指定）
- 国分寺金堂（附 旧風鐸1個、旧獅子口1個）（建造物）
江戸時代後期、安永8年（1779年）の建立。1989年（平成元年）9月2日指定[6]。
- 木造阿弥陀如来坐像（彫刻）
平安時代後期の作。像高113.4センチメートル[9]。1944年（昭和19年）9月5日指定[10]。
- 木造日光菩薩立像（所在本堂）・木造月光菩薩立像（所在本堂） 2軀（彫刻）
平安時代後期の作。いずれもヒノキ材、一木造。像高180センチメートル（日光）、179センチメートル（月光）。1944年（昭和19年）9月5日指定[11]。
- 木造四天王立像（所在本堂） 4軀（彫刻）
平安時代後期の作。いずれもヒノキ材、一木造。1944年（昭和19年）9月5日[12]。
- 木造薬師如来坐像（金堂安置）（附 木造仏手1箇）（彫刻）
本尊。室町時代の作。ヒノキ材、寄木造。本躰像高195.1センチメートル。諸国国分寺では当初は丈六の釈迦如来が本尊とされたが、他国同様に周防国分寺でも薬師如来が本尊に代わったとされ、本像は大内盛見の国分寺再建の頃の作と推測される。附指定の仏手は平安時代の作。像内に納められていたもので、旧本尊の左手と伝える（寺伝では応永24年（1417年）に焼失）。現在の本尊の左手よりも大きいことから、旧本尊は丈六の法量で薬壺を持たない古式の薬師像であったと推測される。また像の薬壺内には、元禄12年（1699年）銘で穀物・薬草が納められている。1999年（平成11年）6月7日指定[4][13]。
- 紺紙金泥般若心経 後奈良院宸翰（附 光豊寄進状1通）（書跡）
室町時代の作。後奈良天皇が国家の平安を祈って般若心経を書写して主に諸国一宮に奉納したうちの周防国奉納分（宸筆御目録上25ヶ国のうち現存9種の1つ）。1910年（明治43年）4月20日指定[14]。

### 国の史跡
- 周防国分寺旧境内 - 1957年（昭和32年）7月10日指定[5]。

### 山口県指定文化財
- 有形文化財

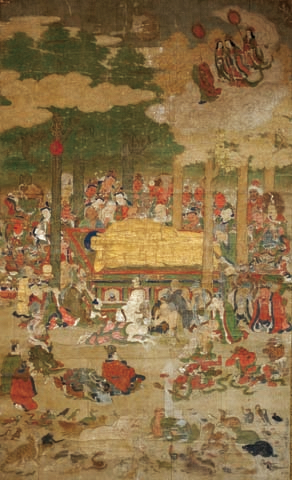
絹本着色仏涅槃図

  - 周防国分寺楼門（建造物） - 1966年（昭和41年）6月10日指定[7]。
  - 絹本着色熊野本地仏曼荼羅図（附 納箱）（絵画） - 2003年（平成15年）12月19日指定[15]。
  - 絹本着色仏涅槃図（絵画） - 2018年（平成30年）3月2日指定[16]。
  - 木造阿弥陀如来立像（彫刻） - 1966年（昭和41年）6月10日指定[17]。
  - 金銅毘盧舎那仏坐像（寺伝大日如来像）（彫刻） - 山口県立美術館寄託。1989年（平成元年）3月28日指定[18]。
  - 金銅誕生釈迦仏立像（彫刻） - 1989年（平成元年）3月28日指定[19]。
  - 周防国分寺文書（古文書） - 1978年（昭和53年）3月31日指定、1990年（平成2年）3月30日追加指定[20]。

なお、山口県指定有形文化財として金堂が1977年（昭和52年）11月11日に指定されていたが、国の重要文化財指定に伴い県指定は解除されている。

### 防府市指定文化財
- 有形文化財
  - 麻布着色地蔵十王図（絵画） - 1999年（平成11年）8月6日指定。
  - 木造不動明王立像（彫刻） - 1968年（昭和43年）3月28日指定。
  - 木造毘沙門天立像（彫刻） - 1971年（昭和46年）3月27日指定。

## 現地情報
所在地
- 山口県防府市国分寺町2-67

交通アクセス
- 西日本旅客鉄道（JR西日本）山陽本線 防府駅から、防長バス（阿弥陀寺行）で「国分寺」下車（下車後徒歩約2分）

周辺
- 周防国衙跡 - 国の史跡。
- 防府天満宮
- 佐波神社 - 周防国総社。
- 毛利邸 - 毛利氏庭園（国の名勝）、毛利博物館。

## 関連文献
（記事執筆に使用していない関連文献）
- 発掘調査報告書
  - 第9次調査概報：『防府市内遺跡発掘調査概要 平成11年度（防府市埋蔵文化財調査概要0101）』防府市教育委員会、2001年。
  - 第10・11次調査概報：『防府市内遺跡発掘調査概要 平成12年度（防府市埋蔵文化財調査概要0201）』防府市教育委員会、2002年。
  - 第12次調査概報：『防府市内遺跡発掘調査概要 平成14年度（防府市埋蔵文化財調査概要0401）』防府市教育委員会、2004年。
  - 第13次調査概報：『防府市内遺跡発掘調査概要 平成15年度（防府市埋蔵文化財調査概要0501）』防府市教育委員会、2005年。
  - 第14次調査概報：『防府市内遺跡発掘調査概要 平成16年度（防府市埋蔵文化財調査概要0601）』防府市教育委員会、2006年。
  - 第15次調査概報：『防府市内遺跡発掘調査概要 平成19年度（防府市埋蔵文化財調査概要0901）』防府市教育委員会、2009年。
- 防府史料
  - 『周防國分寺文書1（防府史料 第22集）』防府市教育委員会、1974年。
  - 『周防國分寺文書2（防府史料 第23集）』防府市教育委員会、1974年。
  - 『周防國分寺文書3（防府史料 第24集）』防府市教育委員会、1975年。
  - 兼清正徳『周防国分寺史（防府史料 第25集）』防府市教育委員会、1976年。
- その他
  - 兼清正徳『周防国分寺史（周防国分寺の研究）』1954年。
  - 『周防国分寺歴史資料目録（山口県歴史資料調査報告書 第5集）』山口県教育委員会、1988年。
  - 『周防国分寺展 -歴史と美術 平成大修理完成記念-』山口県立美術館、2004年。
  - 『史跡周防国分寺旧境内保存管理整備基本計画』防府市教育委員会、2013年。